# Grace Marks
Grace Marks (Úlster, c. 1828 – Estado de Nueva York, posterior a 1873) fue una criada irlandesa-canadiense que estuvo involucrada en el asesinato de su empleador Thomas Kinnear y su ama de llaves, Nancy Montgomery, en Richmond Hill, Ontario, en 1843. Su condena por el asesinato de Kinnear fue controvertida y suscitó un gran debate sobre si había sido realmente cómplice o si se había limitado a ser una participante involuntaria. La figura histórica de Marks es protagonista de la novela de Margaret Atwood "Alias Grace" y de sus adaptaciones a otros medios.

## Primeros años
Marks nació y se crio en Úlster, Reino Unido de Gran Bretaña e Irlanda. Su padre, John Marks, era cantero y descrito como un alcohólico maltratador. Ella, junto con sus padres y sus ocho hermanos, emigró al Alto Canadá en 1840 cuando tenía doce años. Su madre murió en el barco y fue sepultada en el mar.

## Asesinatos
Marks trabajaba como criada en la casa del granjero Thomas Kinnear, en Yonge Street, quien mantenía una relación sexual con su ama de llaves, Nancy Montgomery. En julio de 1843, Kinnear y Montgomery fueron asesinados por James McDermott, un sirviente.  Kinnear fue asesinado a tiros y Montgomery, que estaba embarazada en el momento de su muerte, fue golpeada en la cabeza con un hacha y posteriormente estrangulada antes de ser descuartizada y escondida bajo una gran tina. Bajo el alias de "Mary Whitney", Marks huyó con McDermott a los Estados Unidos, pero fueron detenidos en Lewiston, Nueva York y deportados a Toronto. Aún no está claro si Marks participó en el doble asesinato.
Marks fue juzgada junto con McDermott por el asesinato de Kinnear. Se iba a celebrar un juicio por el asesinato de Montgomery, pero se consideró innecesario, ya que ambos acusados fueron declarados culpables del asesinato de Kinnear y condenados a muerte. Antes de ser ahorcado, McDermott insistió en que Marks era "un genio malvado que planeó el doble asesinato y luego fingió una enfermedad mental para evitar la horca".  Sin embargo, la sentencia de Marks fue conmutada por cadena perpetua, que cumplió en la Penitenciaría de Kingston. Durante un periodo (del 4 de mayo de 1852 al 18 de agosto de 1853) fue internada en un manicomio, pero más tarde fue devuelta a la penitenciaría. En 1872, tras casi treinta años de encarcelamiento, Marks fue indultada y se mudó al norte del estado de Nueva York. Después de eso, desapareció de los registros históricos.

## Representación popular
Lo que se sabe de Marks en los registros históricos proviene principalmente del libro de Susanna Moodie Life in the Clearings Versus the Bush. Es la protagonista de la novela histórica de Margaret Atwood Alias Grace y fue interpretada por Sarah Gadon en la adaptación televisiva de 2017 dirigida por Mary Harron.  Alias Grace fue adaptada para el teatro por Jennifer Blackmer y se estrenó en el Rivendell Theater de Chicago el 1 de septiembre de 2017.